# Droppmusseron
Droppmusseron (Tricholoma pessundatum) är en svampart som först beskrevs av Elias Fries, och fick sitt nu gällande namn av Lucien Quélet 1872. Droppmusseron ingår i släktet musseroner och familjen Tricholomataceae.  Arten är reproducerande i Sverige. Inga underarter finns listade i Catalogue of Life.

## Bildgalleri

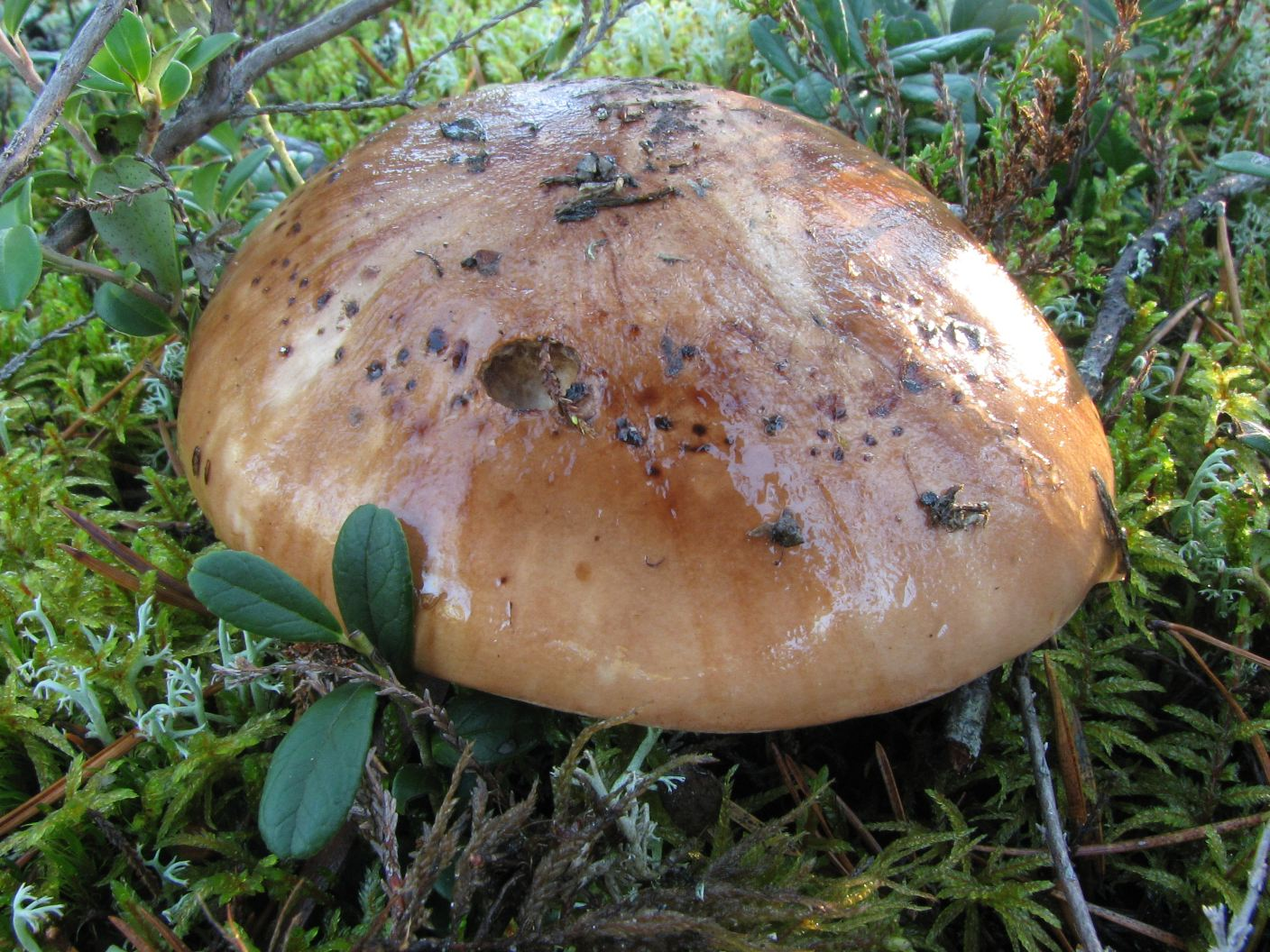